# Paul Stookey
Noel Paul Stookey (Baltimore (Maryland), 30 december 1937) is een Amerikaanse folksinger-songwriter en gitarist. Stookey staat bekend als "Paul" in het folktrio Peter, Paul & Mary. Hij staat echter zijn hele leven bekend onder zijn voornaam Noel. Hij blijft werken als zanger en activist, treedt op als soloartiest en trad af en toe op met Peter Yarrow.

## Biografie
Zijn familie verhuisde naar Birmingham (Michigan), toen hij 12 jaar oud was en hij studeerde af aan de Birmingham High School (nu Seaholm High School) in 1955. Stookey is een alumnus van de Michigan State University (MSU) in East Lansing, Michigan. Tijdens zijn studie aan MSU sloot hij zich aan bij de broederschap van Delta Upsilon. Hoewel hij een diepe spirituele kern toekent aan zijn werk, verdreef Stookey berichten dat hij als boeddhist was geboren, door te zeggen dat zijn moeder rooms-katholiek was en dat zijn vader een ex-mormoon was en herinnerde hij zich het eclectische kerkbezoek van de familie. Ik had geen echt spiritueel gevoel tot ik 30 was.

### Peter, Paul en Mary
Hij trad op als Paul in het Peter, Paul en Mary trio, nam deel aan een van de bekendste ensembles van de jaren 1960 van de Amerikaanse volksmuziekheropleving en nam enkele van zijn solosongs en uitgebreide monologen op in hun uitvoeringen en opnamen. Naast zijn opnamen met het trio bracht hij een aantal solowerken uit, verschillende albums met het ensemble Bodyworks en enkele bloemlezingen. Hij was een belangrijke artiest in de jonge Jezus-muziekbeweging, die later zou uitgroeien tot de christelijke muziekindustrie, hoewel zijn over het algemeen liberale politieke opvattingen hem onderscheiden van veel van dergelijke artiesten. In 1986 werkte Stookey samen met Jim Newton, Paul G. Hill en Denny Bouchard bij Celebration Shop in Texas. Het bedrijf, nu bekend als Hugworks, gebruikt originele muzikale composities als muziektherapie om in de speciale behoeften van kinderen te voorzien. Het bedrijf heeft drie bekroonde kinder-cd's geproduceerd, die worden gebruikt in ziekenhuizen, medische kampen en huizen in het hele land. Stookey ontving in 2000 de Kate Wolf Memorial Award van de World Folk Music Association.

### Na Peter, Paul en Mary
Paul trad op als lid van Peter, Paul en Mary tot de dood van Mary in september 2009. Zijn werk na Peter, Paul en Mary heeft zijn christelijk geloof, gezinsleven en sociale zorgen benadrukt. Hij blijft actief in de muziekindustrie, treedt op als solo-act en treedt ook af en toe op met Peter Yarrow. In 2000 richtten Noel en zijn dochter Elizabeth Stookey Sunde, de non-profit Music to Life op, die voortbouwt op de sterke historische erfenis van het opzettelijke gebruik van muziek door sociale bewegingen om te onderwijzen, rekruteren en te mobiliseren. M2L blaast muziek nieuw leven in om de uitdagingen te ontmoeten van de moderne wereld en revolutioneren de rol, die activistische kunstenaars kunnen spelen bij het versnellen van sociale verandering. Music to Life begrijpt de complexiteit van hedendaagse oorzaken en de diversiteit aan muziekgenres. Ze combineren deze kennis met multimediatechnologieën en programmeertechnieken om unieke muzikale ervaringen te ontwikkelen die de boodschap van een organisatie versterken, betrokkenheid bij een doel stimuleren en activistische artiesten in staat stellen op de frontlinie van sociale verandering te staan. In januari 2011 nam Stookey deel aan verschillende evenementen aan het Dartmouth College, die het leven van Martin Luther King jr. vierden, waaronder "Music for Social Change with Noel Paul Stookey and Company."

### Composities
De bekendste compositie van Stookey is The Wedding Song (There Is Love), dat zich in 1971 in de hitlijst plaatste en nog steeds populair is voor optredens tijdens huwelijksdiensten. Hij schreef het lied als huwelijksgeschenk voor Peter Yarrow en weigerde het voor het publiek uit te voeren, totdat Yarrow erom vroeg tijdens een concert waar zijn vrouw aanwezig was. Stookey heeft het copyright van dit nummer overgedragen aan de Public Domain Foundation, een non-profitorganisatie 501 (c) 3 die de creatie en impact van muziek voor sociale verandering (M4SC) mogelijk maakt. Met meer dan $1,5 miljoen voor liefdadigheid wereldwijd, heeft PDF de oprichting van M4SC gefaciliteerd via de Music to Life (M2L)-wedstrijd en andere educatieve, entertainment- en outreach-activiteiten, waarbij de wereldwijde gemeenschap samenkomt en communiceert hoe activisme door middel van muziek leeft en mogelijk is.

### Productie
Hij heeft ook productiekredieten op albums van verschillende minder bekende singer-songwriters, waaronder Dave Mallett en Gordon Bok. Hij was de oprichter van het platenlabel Neworld Multimedia.

## Privéleven
Stookey trouwde in 1963 met Elizabeth 'Betty' Bannard en ze hebben drie dochters. Nadat ze hun gezin hadden grootgebracht in Blue Hill (Maine), woonde het echtpaar enkele jaren in Massachusetts, terwijl Betty diende als kapelaan van de Northfield Mount Hermon School. In 2005 keerden ze terug naar Maine. Stookey nam oorspronkelijk zijn soloalbums op in zijn privéstudio (een omgebouwd kippenhok) op zijn landgoed in Maine. Deze studio, bekend als "The Henhouse", was ook het beginpunt van de eerste uitzendingen van WERU bij de aanvang van dat station in 1988. Stookey is een wedergeboren christen.

## Discografie

### Singles
- 1971:	The Wedding Song (There Is Love)

### Albums
- 2018:	something' special – a noel paul stookey holiday recollection (Neworld Multimedia)
- 2017:	Summerfallwinterspring (four-song ep) (Neworld Multimedia)
- 2015:	At Home: The Maine Tour (dvd en cd) (Neworld Multimedia)
- 2012:	The Cabin Fever Waltz (ep met the Bangor Symphony Orchestra) (Neworld Multimedia)
- 2012:	One & Many (Neworld Multimedia)
- 2012:	Cue the Moon (download ep) (Neworld Multimedia)
- 2012:	Capricious Bird (download ep) (Neworld Multimedia)
- 2012:	One Voice and One Guitar (download ep) (Neworld Multimedia)
- 2007:	Facets (Neworld Multimedia)
- 2004:	Virtual Party (Neworld Multimedia)
- 2002:	Circuit Rider (A Noel Paul Stookey / Bodyworks compilatie)	(Neworld Multimedia)
- 2001:	There Is Love (A Holiday Music Celebration) met Michael Kelly Blanchard (Neworld Multimedia)
- 1990:	In Love Beyond Our Lives (Noel Paul Stookey/ Bodyworks) (Gold Castle)
- 1985:	State of the Heart (Noel Paul Stookey/ Bodyworks) (Newpax)
- 1984:	There Is Love (A Noel Paul Stookey Anthology) (Newpax)
- 1982:	Wait'll You Hear This (Noel Paul Stookey/ Bodyworks) (Newpax)
- 1979:	Band & Bodyworks (Noel Paul Stookey/ Bodyworks) (Neworld)
- 1977:	Something New And Fresh (Neworld)
- 1977:	Real To Reel (Neworld)
- 1973:	One Night Stand (Warner Bros.)
- 1971:	Paul And (Warner Bros.)
- 1954:	The Birds Fly Home (The Birds of Paradise, Stookey's high school band) (onafhankelijke uitgave)

- Biblioteca Nacional de España: XX1538934
- Bibliothèque nationale de France: cb14777519v (data)
- Gemeinsame Normdatei: 1035016052
- International Standard Name Identifier: 0000 0000 7975 4286
- Library of Congress Control Number: nr90009710
- Nationale Bibliotheek van Letland: 000051600
- MusicBrainz: 50986f3f-f7f3-42bb-b14f-17e8c6bab222
- National Archives and Records Administration: 10575385
- Bibliotheek van het Japanse parlement: 001176312
- Nationale Bibliotheek van Tsjechië: jo2004249943
- Nationale Bibliotheek van Israël: 987007394881105171
- SNAC: w6fv1q9k
- Virtual International Authority File: 225149106282768492494